# Club Deportivo Platense Municipal Zacatecoluca
Maillots
Le Club Deportivo Platense Municipal Zacatecoluca est un club salvadorien de football fondé en 1951, basé à Zacatecoluca, dans le département de La Paz.

## Palmarès
- Championnat du Salvador (1)
  - Champion : 1974

- Championnat du Salvador de D2 (1)
  - Champion : 1973

- Copa Interclubes UNCAF (1)
  - Vainqueur : 1975

## Personnalités liées au club

### Joueurs
- Luis Anaya